# Büste Pauls V. (Bernini)

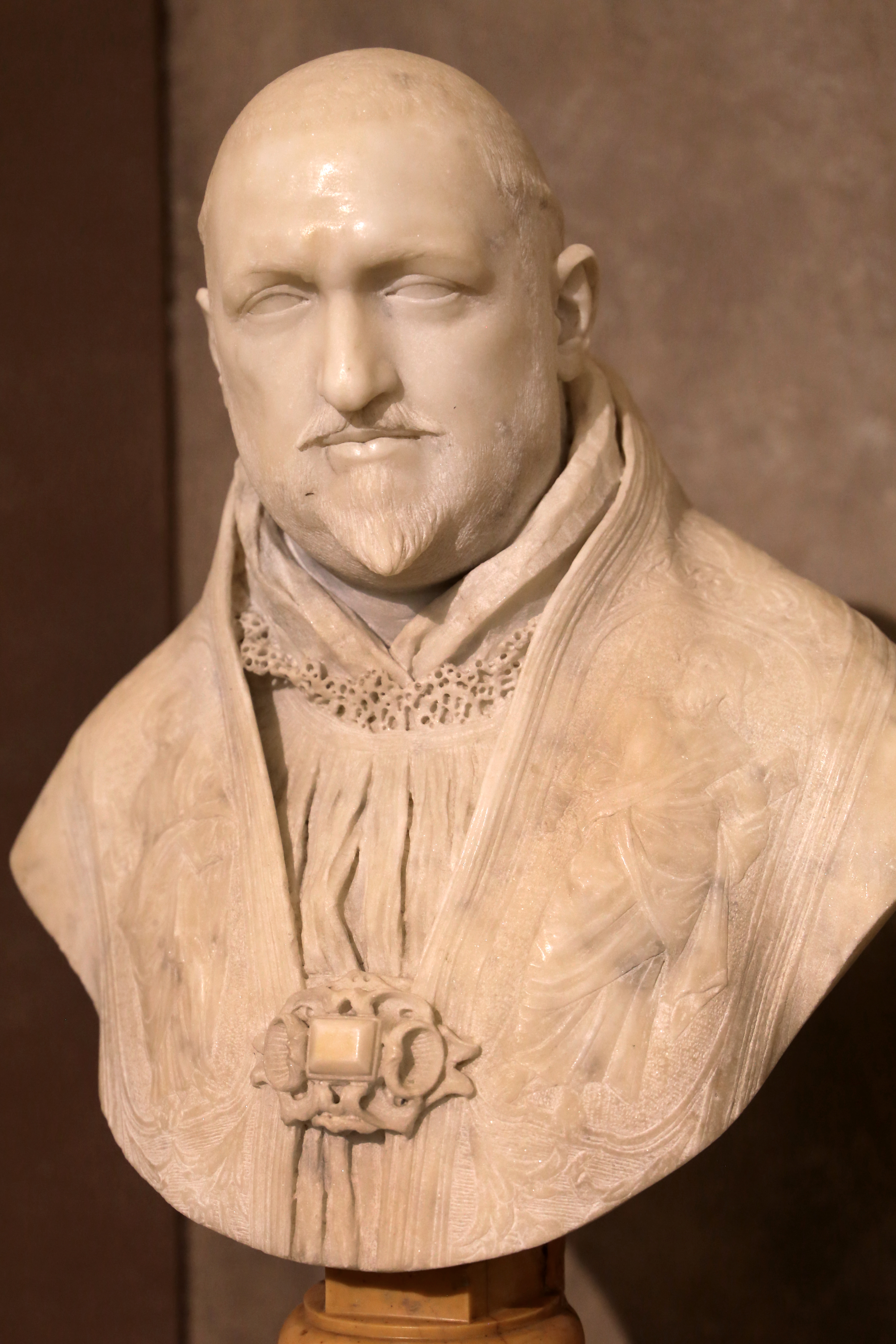
Büste in der Galleria Borghese, 1618

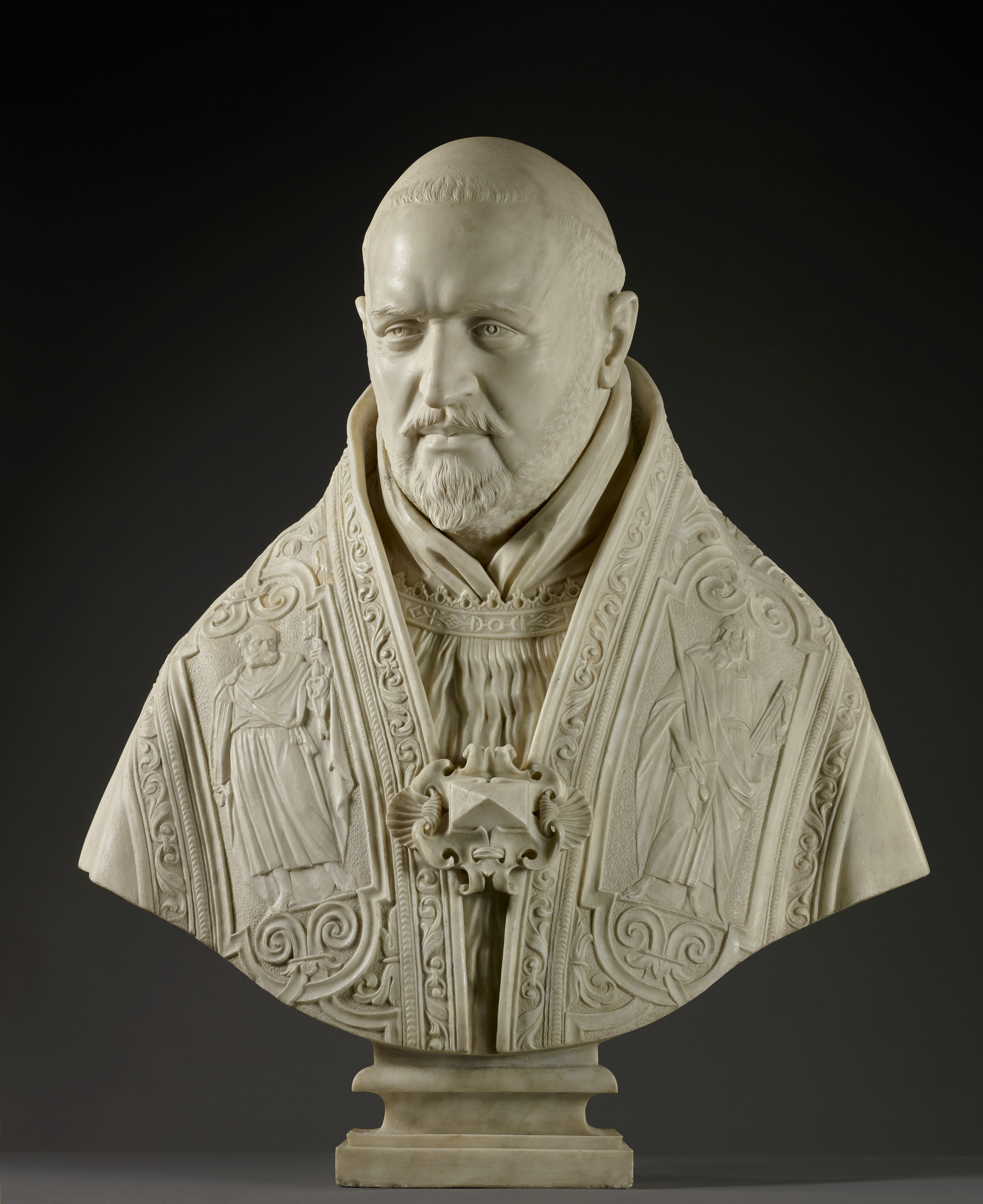
Büste im Getty Museum, 1621

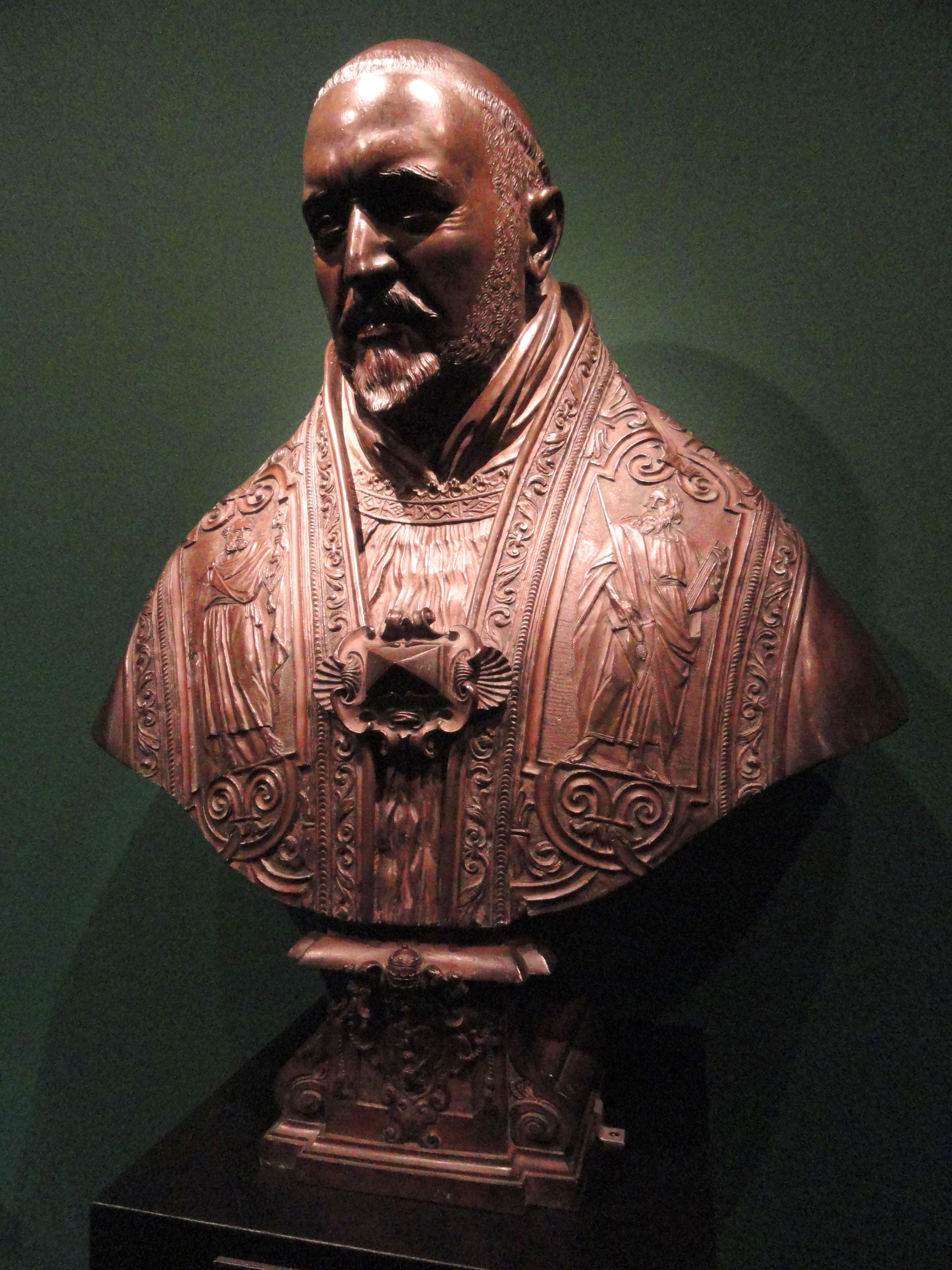
Bronzeversion in Kopenhagen

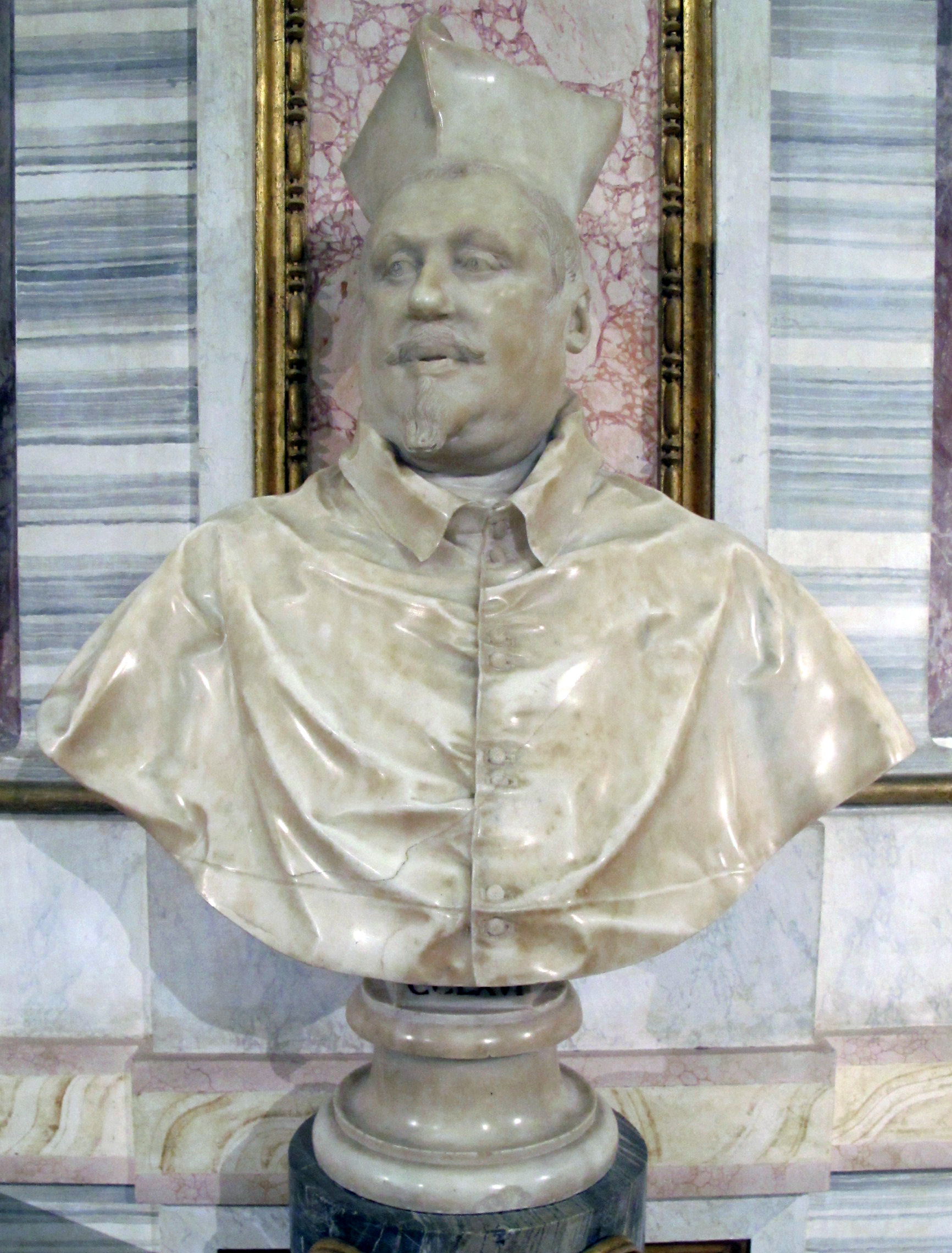
Büste von Scipione Borghese, Gegenstück zur Büste Paul V., Galleria Borghese

Gian Lorenzo Bernini schuf  mehrere Büsten des Papstes Paul V. aus der Familie Borghese.

## Geschichte
1621 schuf Bernini im Auftrag von Kardinal Scipione Borghese, dem Neffen des Papstes, eine weitere Marmorbüste. 1632 schuf Bernini als Gegenstück eine Büste von Scipione Borghese, die beiden Büsten wurden in der Villa Borghese in Rom aufgestellt. Die Papstbüste wurde 1893 verkauft und gelangte in eine Wiener Sammlung. Diese gelangte in der Slowakei und wurde Mitte 2015 vom Getty-Museum in Los Angeles angekauft.
Eine Bronzeversion der Marmorbüste befindet sich im Besitz der Ny Carlsberg Glyptotek in Kopenhagen und ist seit 1929 als Dauerleihgabe im  Statens Museum for Kunst in Kopenhagen ausgestellt.
Eine weitere Marmorbüste, die von der ersten abhängig ist und ca. 1622/23 datiert wird, befindet sich heute in der Galleria Borghese in Rom.

## Rechtsstreit in der Slowakei
Der Verkauf der Marmorbüste wird in der Slowakei als unrechtmäßige Ausfuhr von Kulturgut gesehen. Der französische Kunsthändler Clément Guenebeaud erwarb die Büste von Erben des Malers und Kunstsammlers Ernest Zmeták (1919–2004) für 24.000 Euro. Beim Ausfuhrantrag wurde bereits ein Wert von 7 Mio. Euro angegeben. Daher wurde der Verdacht geäußert, dass die zuständige Ausfuhrbeamtin bestochen worden war. Bei einem späteren Verkauf über das Auktionshaus Sotheby’s wurde ein Preis von 33 Mio. US-Dollar erzielt.
Als Konsequenz stellte der Kulturminister der Slowakei, Marek Maďarič, Strafanzeige und entließ den Chef der Kulturerbe-Abteilung sowie die Beamtin, die den Ausfuhrantrag unterzeichnet hatte. Das Getty-Museum sieht keinerlei Veranlassung, das Werk zurückzugeben.